# Nico Sijmens
Nico Sijmens é um ex ciclista belga nascido 1 de abril de 1978 em Diest. Passou a profissional em 2001 na equipa Vlaanderen - T Interim]. Sua vitória mais destacada foi conseguir o Regio-Tour em 2005.

## Palmarés
2003
- 2 etapas da Volta a Áustria
- 1 etapa do Tour de China

2004
- Grande Prêmio Pino Cerami

2005
- Hel van het Mergelland
- Regio-Tour, mais 1 etapa
- 3º no Campeonato da Bélgica em Estrada

2006
- 1 etapa do Tour de Valonia

2007
- Beverbeek Classic
- Hel van het Mergelland

2010
- 1 etapa da Volta a Espanha[1]

2012
- 1 etapa dos Boucles da Mayenne

2013
- Rhône-Alpes Isère Tour, mais 1 etapa

## Resultados nas Grandes Voltas
| Corrida            | 2003 | 2004 | 2005 | 2006 | 2007 | 2008 | 2009 | 2010 | 2011 | 2012 | 2013 | 2014 |
| ------------------ | ---- | ---- | ---- | ---- | ---- | ---- | ---- | ---- | ---- | ---- | ---- | ---- |
| Giro de Itália     | -    | 68º  | -    | -    | -    | -    | -    | 104º | -    | -    | -    | -    |
| Tour de França     | -    | -    | -    | -    | -    | -    | -    | -    | -    | -    | -    | -    |
| Volta a Espanha    | -    | -    | -    | -    | -    | -    | -    | 96º  | 73º  | 87º  | 78º  | -    |
| Mundial em Estrada | 61º  | 83º  | -    | -    | -    | -    | -    | -    | -    | -    | -    | -    |

-: não participa
Ab.: abandono